# Oruza bicolora
Oruza bicolora là một loài bướm đêm trong họ Erebidae.